# Okauchee Lake
Okauchee Lake és una concentració de població designada pel cens dels Estats Units a l'estat de Wisconsin. Segons el cens del 2000 tenia 3.916 habitants.

## Demografia
Segons el cens del 2000, Okauchee Lake tenia 3.916 habitants, 1.511 habitatges, i 1.119 famílies. La densitat de població era de 434,5 habitants per km².
Dels 1.511 habitatges en un 33,2% hi vivien nens de menys de 18 anys, en un 67% hi vivien parelles casades, en un 4,4% dones solteres, i en un 25,9% no eren unitats familiars. En el 19,3% dels habitatges hi vivien persones soles el 5,6% de les quals corresponia a persones de 65 anys o més que vivien soles. El nombre mitjà de persones vivint en cada habitatge era de 2,59 i el nombre mitjà de persones que vivien en cada família era de 3,02.
Per edats la població es repartia de la següent manera: un 24,3% tenia menys de 18 anys, un 5,6% entre 18 i 24, un 30,8% entre 25 i 44, un 30,3% de 45 a 60 i un 9% 65 anys o més.
L'edat mediana era de 40 anys. Per cada 100 dones de 18 o més anys hi havia 108,7 homes.
La renda mediana per habitatge era de 66.042 $ i la renda mediana per família de 73.300 $. Els homes tenien una renda mediana de 47.420 $ mentre que les dones 31.985 $. La renda per capita de la població era de 40.508 $. Aproximadament l'1,9% de les famílies i el 2% de la població estaven per davall del llindar de pobresa.

## Poblacions més properes
El següent diagrama mostra les poblacions més properes.